# Lycenchelys fedorovi
Lycenchelys fedorovi es una especie de pez de la familia de los Zoarcidae en el orden de los perciformes.

## Morfología
- Los machos pueden llegar a alcanzar los 32 cm de longitud total.
- Número de vértebras: 132-139.[1]

## Alimentación
Come anfípodo , poliqueto , isópodo, y ostràcode.

## Hábitat
Es un pez de mar y de aguas profundas que vive entre 190-800 m de profundidad.

## Distribución geográfica
Se encuentran en las Islas Kuriles. 

## Observaciones
Es inofensivo para los humanos. 